# 알레시 가르시아
알레시 가르시아 세라노(스페인어: Aleix García Serrano, 1997년 6월 28일 ~ )는 스페인의 축구 선수이다. 그의 포지션은 중앙 미드필더로, 현재 분데스리가의 바이어 04 레버쿠젠에서 활약하고 있다.

## 클럽 경력

### 비야레알
카탈루냐, 타라고나도 울데코나에서 태어난 가르시아는 CF 울데코나에서 경력을 시작했으며 2005년에 8세의 나이로 비야레알 유소년 클럽에 입단했다. 2014년 4월 26일, 그는 16세의 나이로 1-0으로 이긴 CF 바달로나와의 세군다 디비시온 B 원정 경기에서 막판에 교체 투입되어 리저브 팀 데뷔전을 치렀다.
가르시아는 2014-15 시즌 비야레알 C에서 활약했으며, B팀에도 출전했다. 2015년 5월 23일, 그는 4-0으로 패한 아틀레틱 빌바오와의 경기에서 안토니오 루카비나와 교체 투입되어 1군과 라리가 데뷔전을 치렀다.

### 맨체스터 시티
2015년 8월 27일, 가르시아는 프리미어리그의 맨체스터 시티로 이적했다. 2016년 2월 21일, 그는 첼시와의 FA컵 5라운드 경기에서 마누엘 페예그리니 당시 맨체스터 시티 감독에 의해 발탁되어 데뷔전을 치렀다.
2016년 9월 17일, 가르시아는 4-0으로 이긴 본머스와의 홈경기에서 75분에 교체 투입되어 프리미어리그 데뷔전을 치렀다. 9월 21일, 그는 스완지 시티와의 EFL컵 경기에 선발로 출전해 데뷔골을 넣어 2-1 승리에 일조했다. 그는 한 달 후인 10월 26일, 1-0로 패한 맨체스터 유나이티드와의 EFL컵 경기에 선발로 출전했다.

#### 지로나 (임대)
2017년 8월 1일, 가르시아는 새로 승격된 라리가의 지로나로 시즌이 끝날 때까지 임대되었다. 그는 2018-19 시즌을 앞두고 재임대되었다.

#### 로얄 엑셀 무스크롱 (임대)
가르시아는 2019-20 시즌을 앞두고 벨기에의 로얄 엑셀 무스크롱으로 임대되었다.

### 디나모 부쿠레슈티 / 에이바르
2020년 10월 8일, 그는 루마니아의 디나모 부쿠레슈티와 시즌이 끝날 때까지 계약을 체결했다. 2021년 1월 18일, 그는 드물게 출전한 후 자유계약으로 에이바르와 계약을 맺으며 스페인 1부 리그로 복귀했다.

### 지로나 복귀
2021년 7월 23일, 가르시아는 세군다 디비시온에 소속되어 있는 지로나와 2년 계약을 맺고 복귀하였다.